# Piotrów (województwo wielkopolskie)
Piotrów – wieś w Polsce położona w województwie wielkopolskim, w powiecie kaliskim, w gminie Blizanów.
W latach 1975–1998 miejscowość położona była w województwie kaliskim.